# Daldinia fissa
Daldinia fissa är en svampart som beskrevs av Lloyd 1922. Daldinia fissa ingår i släktet Daldinia och familjen kolkärnsvampar.  Arten är reproducerande i Sverige. Inga underarter finns listade i Catalogue of Life.